# Lamia (mythisch wezen)

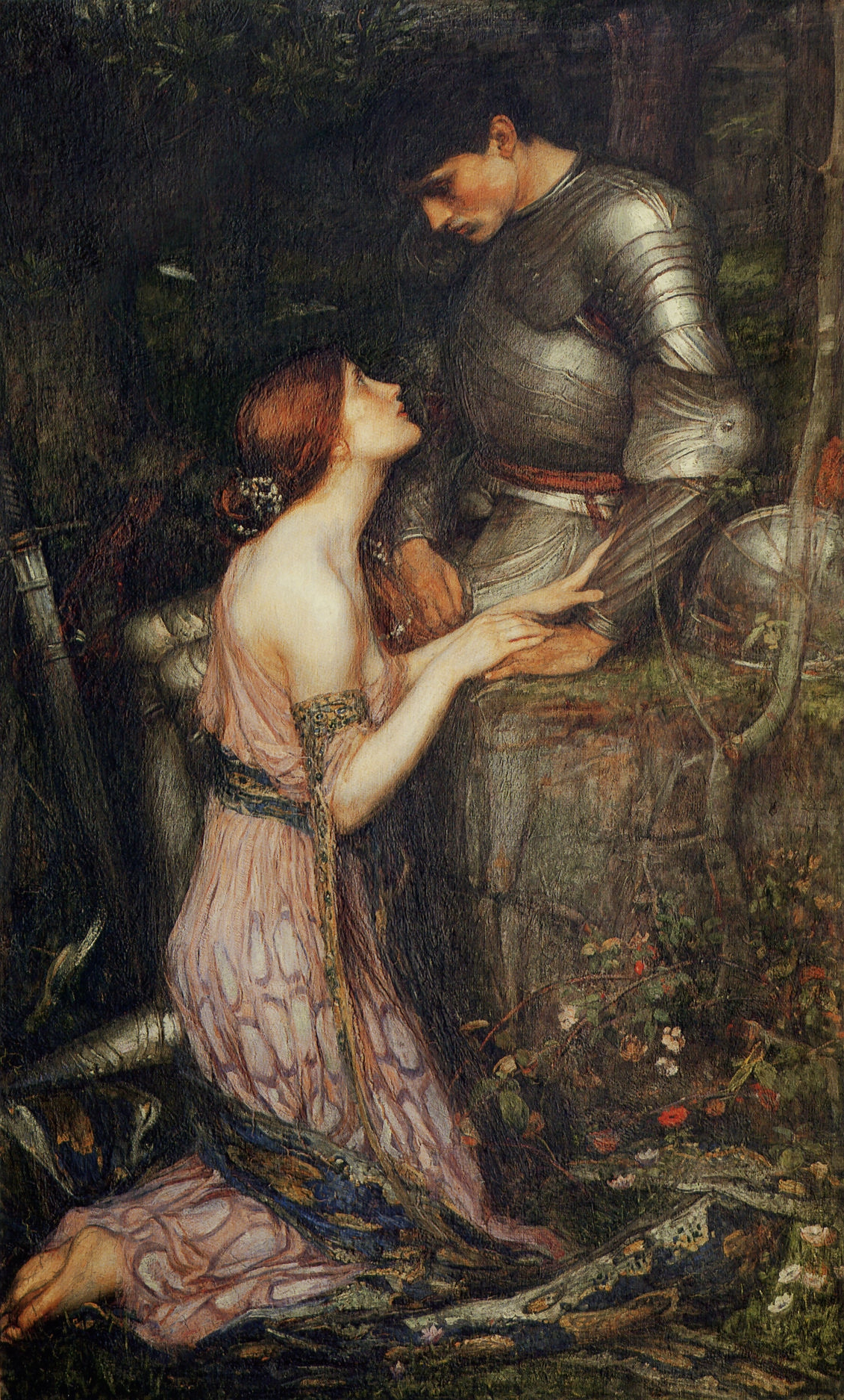
Lamia en de soldaat. Schilderij van John William Waterhouse (1905)

De Lamia (Grieks: Λάμια) is een vrouwelijke demon uit de Griekse mythologie die kinderen opat. Ze zou een door oppergod Zeus beminde Lybische koningin geweest zijn die, nadat Hera haar van haar kinderen beroofde, waanzinnig van verdriet werd en zelf op kinderen van anderen ging jagen. De Lamia is verwant aan de sirenen en de zeemeerminnen. Zij heeft ook kenmerken van een vampier of succubus en lijkt op de Romeinse Lemures (Larvae).
De Lamia verleidt graag jongemannen en drinkt vervolgens hun bloed. Ook doodt en verslindt de Lamia kinderen. Ze eet het lichaam van de kinderen en laat vervolgens de hoofden achter. De Lamia zou een van de snelste wezens ter wereld zijn en elke prooi kunnen inhalen. Ze is intelligent en doodt door list. Met haar zoete stem lokt ze reizigers naar zich toe. Aan zee, aan de rand van de woestijn, vermaakt de Lamia zich met het doden van schipbreukelingen.

## Verschijningsvorm
De Lamia wordt afgebeeld in twee gedaanten. De minst voorkomende vorm bestaat uit het bovenlijf van een vrouw en het achterlijf van een slang.
De meest voorkomende vorm is die van een vrouwenbovenlijf met berenklauwen, geitenpoten als benen, een achterlijf van een draak uitlopend in een paardenstaart. Ze kon haar ogen uitnemen en weer terugplaatsen.

## De eerste Lamia
De eerste Lamia was een mooie vrouw die door de god Zeus bemind werd, en hem veel kinderen schonk. Maar de jaloerse echtgenote van Zeus, Hera, bracht de Lamia tot waanzin die maakte dat ze zowel haar kinderen van Zeus als alle andere kinderen die nadien haar pad kruisten vermoordde. De toorn van Hera maakte dat het gezicht van de Lamia afstotend lelijk werd.

## De lamia in verhalen, literatuur en film
In de oudheid ging het verhaal dat een Lamia die zich als maagd voordeed een jongeman ontmoette op weg naar Korinthe. Ze beloofde hem eeuwige trouw en een mooi lied als hij met haar meeging. De jongeling kon geen nee zeggen. Tijdens hun bruiloftsfeest herkende de mysticus Apollonius haar ware aard en dwong haar te bekennen dat zij, haar huis en alles daarin slechts een duivelse illusie waren. De Lamia barstte in tranen uit en loste toen in het niets op.
In 1820 schreef John Keats een gedicht met de titel 'Lamia', wat het begin was van een stroom kunstwerken over haar. In het gedicht wordt verteld hoe Lucius verliefd wordt op Lamia, een onsterfelijke demon, die half slang, half vrouw was. Zij verleidt hem door de gedaante van een mooie vrouw aan te nemen. Maar vlak voor de huwelijksvoltrekking kijkt hij Lamia aan en ontdekt dat zij niet is wie ze zegt te zijn. Ze is niet meer de mooie vrouw op wie hij verliefd werd. Lucius schrikt zo erg, dat hij ter plekke sterft.
In de film The Hunger (1983) met Catherine Deneuve in de hoofdrol als de vampier Miriam Blaylock, wordt de klassieke, hiervoorgenoemde, Lamia als de moedervampier van Miriam opgevoerd (naar het gelijknamige boek van Whitley Strieber uit 1981).
In de film Drag me to hell (2009) van Sam Raimi is 'Lamia' de naam van de demon die hoofdrolspeelster Allison Lohman belaagt. Deze Lamia heeft echter niets van doen met de klassieke Lamia, maar wordt afgebeeld als een demon met bokkepoten en ramshoorns.
Op het album The Lamb Lies Down On Broadway van Genesis komt het thema als nummer voor.

Lamia door Herbert Draper
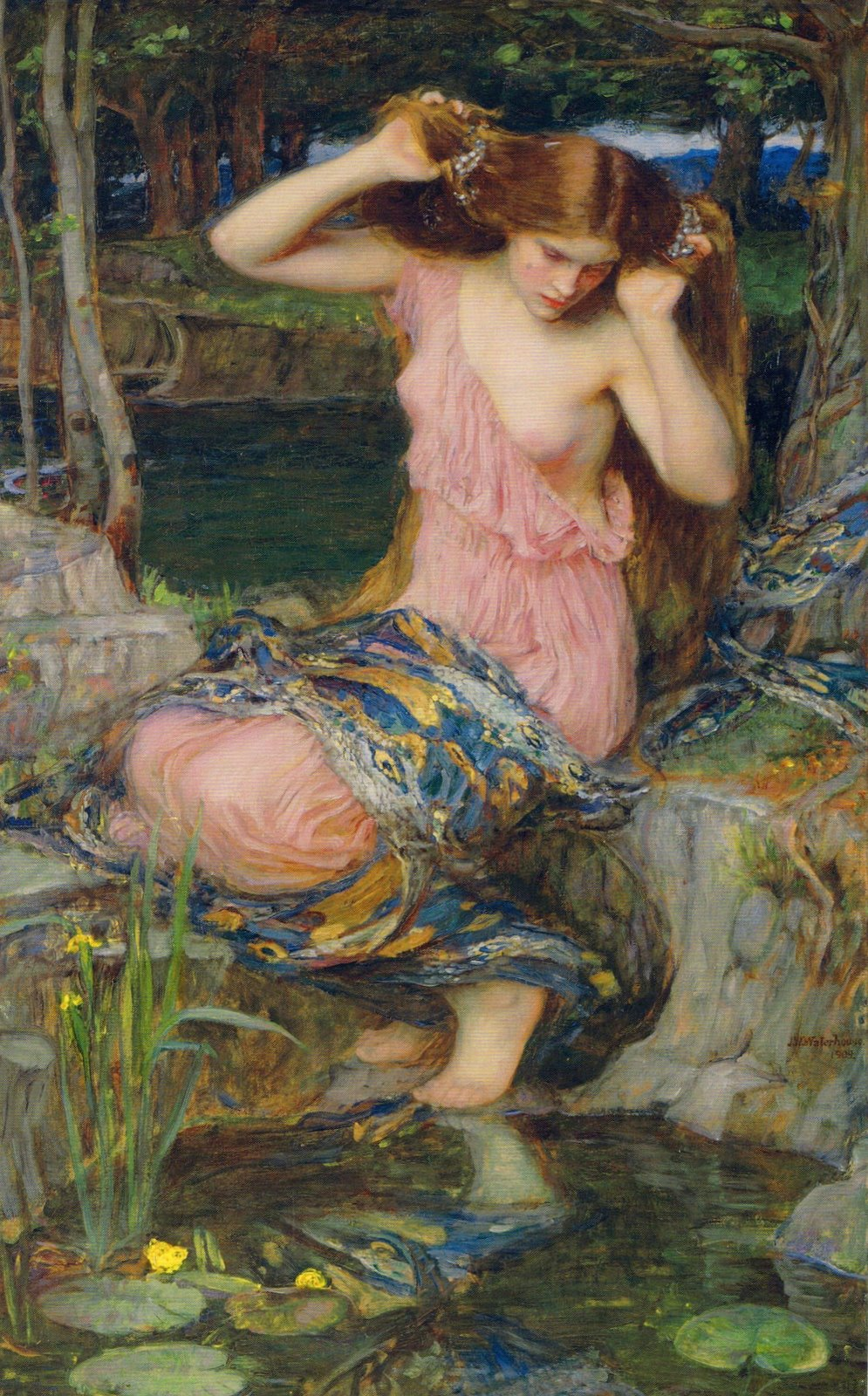
Lamia door J.W. Waterhouse]
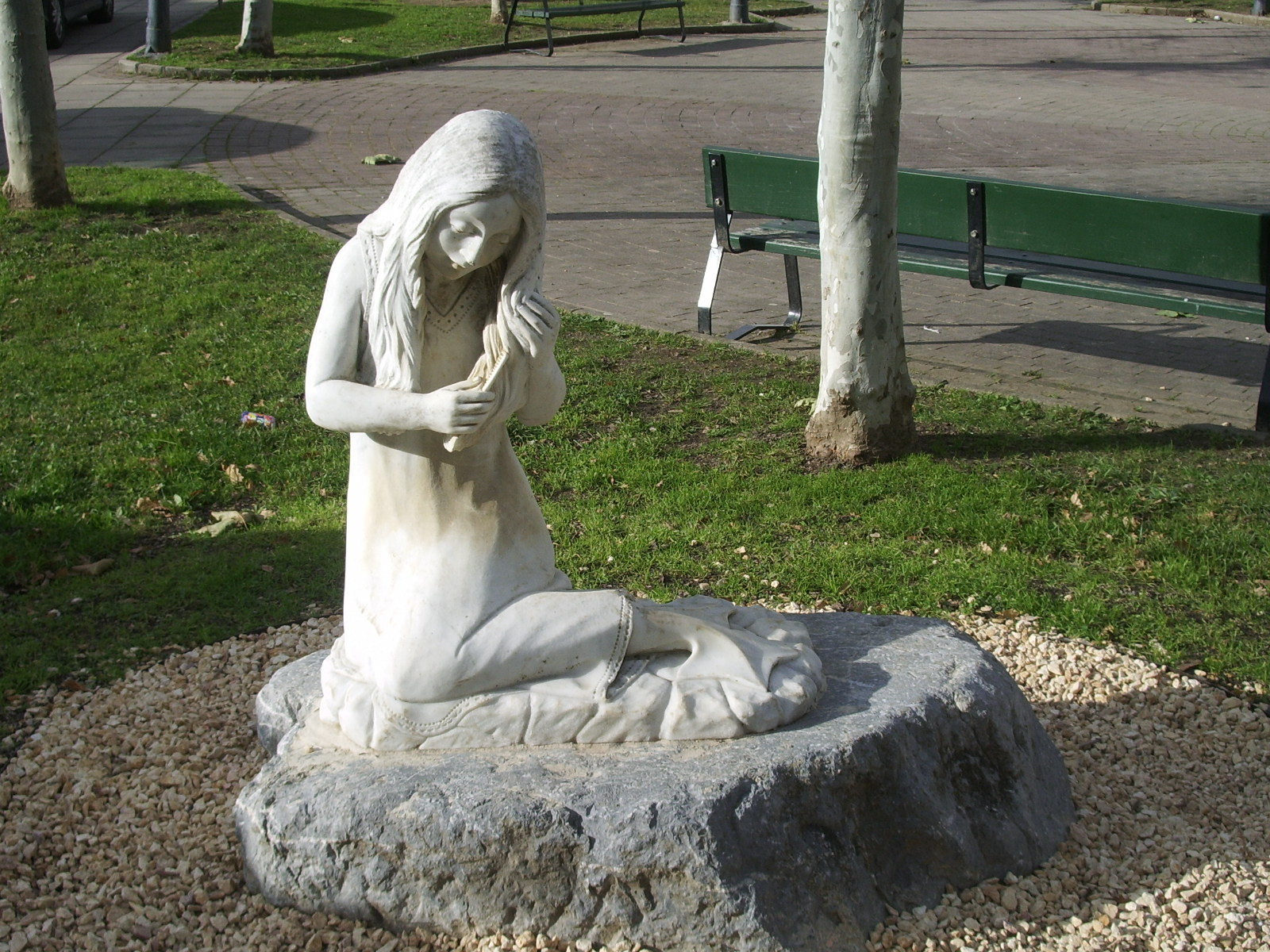
Lamia uit de Baskische mythologie, standbeeld in Garagartza